# Camellia sinensis
La pianta del tè (Camellia sinensis (L.) Kuntze, 1881 è una pianta della famiglia Theaceae. Tutti i tipi di tè traggono origine dalla lavorazione delle foglie, dei germogli e di altre parti di questa pianta: soltanto i metodi di lavorazione differenziano le varie tipologie.

## Etimologia
L'epiteto specifico sinensis in latino significa cinese. Camellia deriva invece dal nome latinizzato del reverendo Georg Joseph Kamel (1661-1706), un gesuita ceco che fu sia missionario nelle Filippine, sia celebre botanico. Tuttavia non fu Kamel a scoprire la pianta, né tanto meno ad attribuirle il nome: fu infatti Carlo Linneo, l'ideatore della tassonomia, ancora oggi in uso, a scegliere la denominazione di questo genere in onore al contributo che il gesuita dette alla scienza. Altri nomi della pianta in passato furono Thea bohea, Thea sinensis (dai quali si credeva derivasse il tè nero) e Thea viridis (che si credeva essere all'origine del tè verde). Esistono tuttavia due diverse sottospecie di Camellia sinensis, ossia Camellia sinensis sinensis, detta anche China (che raggiunge i 5 metri di altezza), e Camellia sinensis assamica, detta Assam, capace di arrivare a 11 metri.

## Descrizione

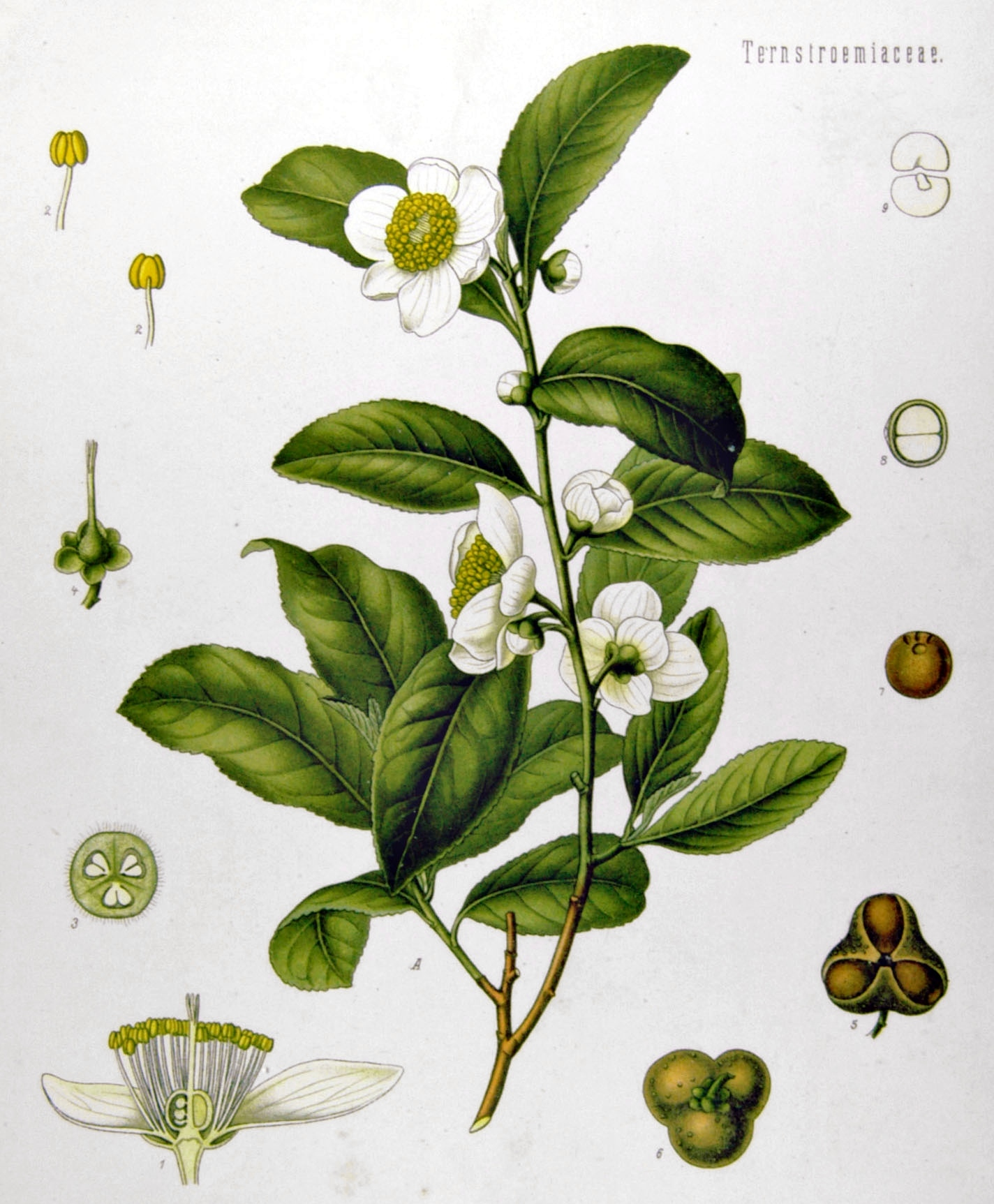
Camellia sinensis, illustrazione con sezioni del fiore (in basso a sinistra) e dei semi (in basso a destra).

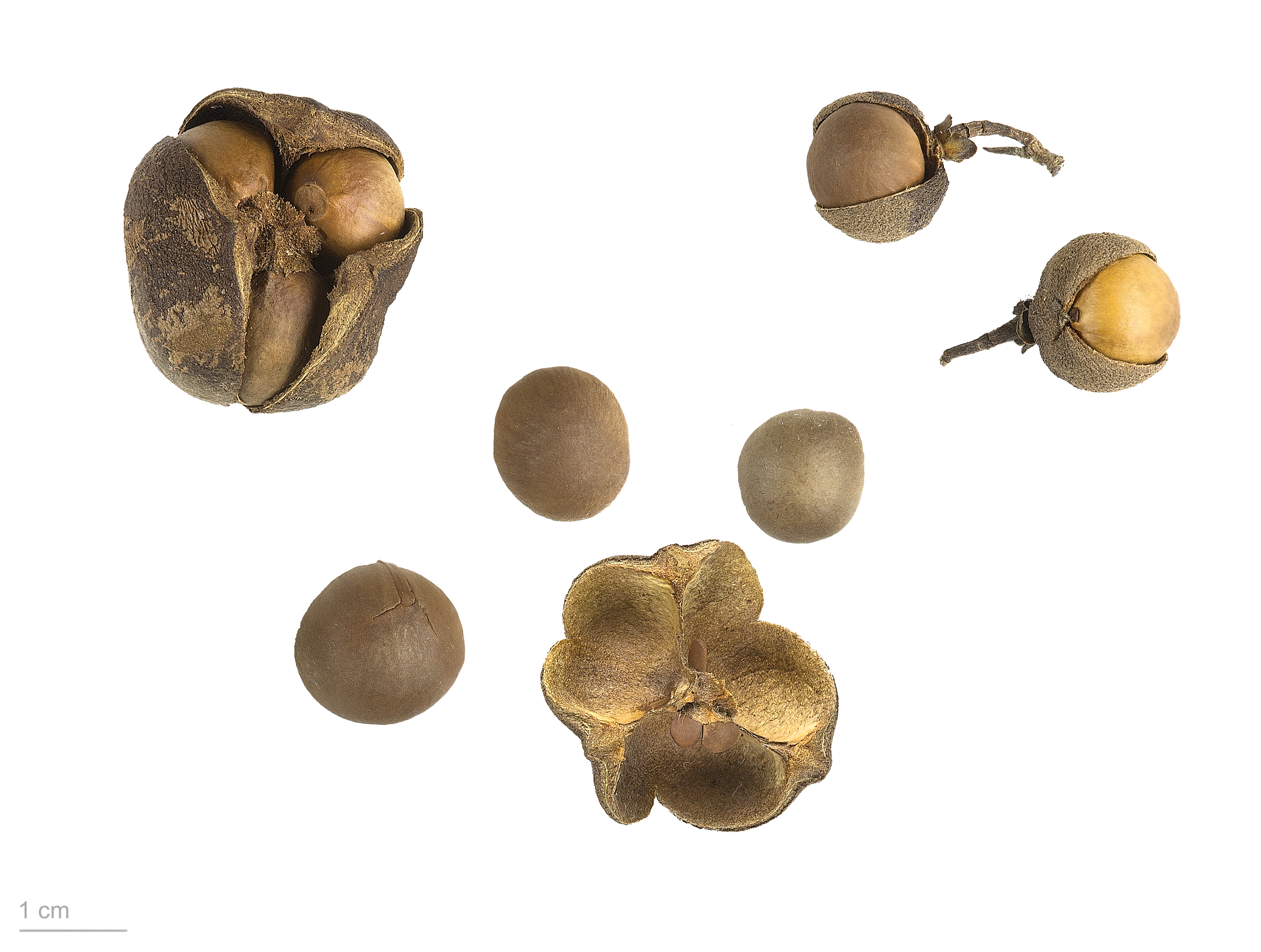
Camellia sinensis - MHNT

Camellia sinensis è un arbusto eretto, dalle foglie ovato-acuminate, con il margine dentato, di colore verde-chiaro lucente; i fiori semplici di piccole dimensioni, di colore bianco, portano numerosi stami color giallo-oro; è originaria della parte continentale del Sud e Sudest Asiatico, ma oggi è coltivata in tutto il mondo, soprattutto in regioni a clima tropicale e subtropicale.
Allo stato naturale può crescere ben oltre i due metri ma, per facilitarne la coltivazione, generalmente si mantiene a dimensioni di cespuglio sempreverde o di piccolo albero. Le radici sono forti e i fiori possono essere bianchi o gialli, dal diametro di 4 centimetri e a 7 o 8 petali.
Le foglie sono lunghe dai 4 ai 15 cm, e larghe dai 2 ai 5 cm. Una foglia fresca contiene circa il 4% di caffeina.

## Usi

### Olio
I semi della Camellia sinensis possono essere spremuti per ottenere un olio dolciastro usato in cucina, da non confondersi con l'olio essenziale, quello cosiddetto "dell'albero del tè" (tea tree oil in inglese), che in realtà è estratto da una pianta differente (Melaleuca alternifolia) e ha uso cosmetico e medicinale.
L'olio di semi di tè viene spremuto a freddo dai semi di Camellia oleifera o di Camellia sinensis, in Giappone anche dai semi di Camellia japonica, ha un elevato punto di fumo (250 °C) ed è l'olio da cucina principale in alcune province meridionali della Cina, quali lo Hunan.
L'olio di semi di tè assomiglia all'olio d'oliva e all'olio di vinaccioli d'uva per le sue eccellenti proprietà di conservazione e il ridotto contenuto di grassi saturi. L'acido oleico monoinsaturo può comprendere fino all'88% degli acidi grassi. È ricco di vitamina E (antiossidante) e di altri antiossidanti e non contiene grassi trans naturali.
Oltre all'impiego come condimento, per salse, fritture e produzione di margarina, l'olio di semi di tè viene utilizzato per produrre sapone, olio per capelli, lubrificanti, vernici e un olio antiruggine nonché nella sintesi di altri composti ad alto peso molecolare. L'olio di semi di tè giapponese viene impiegato per il trattamento dei capelli dei lottatori di sumo e per la tempura (pastella per fritture).

### Bevanda
Generalmente le foglie più giovani sono destinate alla raccolta per la produzione del tè e sono caratterizzate da una leggera peluria bianca o argentata. A seconda dell'età della foglia si hanno qualità di tè diverse, dal momento che, con la maturazione, la composizione chimica può subire dei cambiamenti.
In base al tipo di trattamento cui vengono sottoposte le foglie della Camellia sinensis si possono ottenere prodotti diversi per forma, colore, aroma e sapore: trattando le foglie con il calore subito dopo la raccolta si ottiene il tè verde; essiccandole all'aria si ottiene il tè bianco; lasciando ossidare completamente le foglie si ottiene il tè nero; lasciandole parzialmente ossidare e poi trattandole con il calore si ottiene il tè oolong.
Le foglie di tè trattate ed essiccate vengono usate per preparare l'omonima bevanda tramite infusione o decozione.

## Coltivazione
Camellia sinensis è coltivata soprattutto in zone tropicali e subtropicali, nelle quali le precipitazioni possono raggiungere i 2 metri all'anno; il terreno più adatto è quello acido e permeabile, senza ristagni d'acqua.
Tuttavia, è necessario ricordare che questa pianta è coltivata in tutti i continenti, anche in regioni molto più a Nord delle aree sopraccitate: è il caso della Cornovaglia e dello Stato di Washington, negli Stati Uniti.
La temperatura ideale è infatti tra i 10° e i 30 °C , e le coltivazioni possono trovarsi anche a 2.500 m di altitudine (è proprio a quote più elevate che spesso si ottengono i tè più pregiati).
La vita produttiva della Camellia sinensis comincia generalmente dopo 3-4 anni dalla semina, e dura per qualche decina d'anni, anche se esistono esemplari selvatici che superano il secolo d'età.
In Italia la coltivazione della pianta del tè ebbe inizio verso la fine del 1800 presso l'Orto botanico di Pavia grazie a Giovanni Briosi, professore di botanica e direttore dell'orto dal 1883 al 1919.

Dalla pianta originale negli anni '30 Gino Pollacci, anch'egli professore di botanica, riuscì a ottenere una varietà diversa che chiamò Camellia thea ticinensis, in grado di resistere al gelido clima invernale della pianura padana. Nel corso degli anni '30 si tentò di sperimentare la produzione su larga scala di questa varietà. Tuttavia le piante coltivate fuori dal loro ambiente naturale possedevano una concentrazione di sostanze chimiche e nutritive diverse. Di conseguenza, le caratteristiche organolettiche di questo tè non riuscirono a soddisfare i gusti delle persone. Il risultato portò alla rinuncia della produzione di tè ticinensis.
A partire dagli anni '80 Guido Cattolica ha cominciato un esperimento di coltivazione della Camellia sinensis, utilizzando semi e piantine ottenuti dall'Orto botanico di Lucca, messi a dimora nell'area del Compitese (Capannori, LU). In tale zona, caratterizzata da terreni acidi e un microclima particolare che ne fanno l'habitat ideale per le camelie e le piante acidofile, la Camellia sinensis ha trovato le condizioni ideali per il suo sviluppo. A oggi sono state messe a dimora circa 800 piante, le foglie delle quali ogni anno vengono regolarmente raccolte, lavorate ed essiccate per produrre piccoli quantitativi di tè.

### Cultivar
- Benifuuki[6]
- Fushun[7]
- Kanayamidori[6]
- Meiryoku[7]
- Saemidori[7]
- Okumidori[7]
- Yabukita[7]